# بیگ ران، شهرستان ماریون، ویرجینیای غربی
بیگ ران (به انگلیسی: Big Run) یک منطقهٔ مسکونی در ایالات متحده آمریکا است که در شهرستان ماریون، ویرجینیای غربی واقع شده‌است.